# Luis Felipe Baptista
Luis Felipe Baptista (Hong Kong, 1941-2000) fue un ornitólogo estadounidense de origen chino.

## Biografía
En 1961 se trasladó a Estados Unidos, concretamente a la ciudad de San Francisco, California. Se licenció en la Universidad de California en San Francisco y Berkeley, y en el Max Plank Institut de Alemania. En 1980 se unió a la plantilla de la Academia de las Ciencias de California, ocupando el cargo de catedrático y conservador del Departamento de Ornitología y Mamología.
Su especialidad fue el canto de los oscines y colibríes. Escribió Life of Birds, junto con Carl Welty.